# İsabeyli, Nazilli
İsabeyli là một thị trấn thuộc huyện Nazilli, tỉnh Aydın, Thổ Nhĩ Kỳ. Dân số thời điểm năm 2010 là 4.607 người.